# Глухий губно-губний африкат
Глухий губно-губний африкат ([p͡ɸ] у МФА) — рідкісний приголосний-африкат, що починається як губно-губний проривний [p] та випускається як глухий губно-губний фрикативний [ɸ]. Нема свідчень про існування цього звука в будь-якій з мов як окремої фонеми.

## Властивості
Властивості глухого губно-губного африката:
- Спосіб творення — несибілянтний африкат.
- Місце творення — губно-губне, тобто він артикулюється обома губами.
- Тип фонації — глуха, тобто цей звук вимовляється без вібрації голосових зв'язок.
- Це ротовий приголосний, тобто повітря виходить крізь рот.

- Оскільки звук не створюється потоком повітря над язиком, він не є ані центральним, ані боковим.
- Механізм передачі повітря — егресивний легеневий, тобто під час артикуляції повітря виштовхується крізь голосовий тракт з легенів, а не з гортані, чи з рота.

## Приклади
| Мова          | Мова                         | Слово         | МФА           | Значення   | Примітки                                                                         |
| ------------- | ---------------------------- | ------------- | ------------- | ---------- | -------------------------------------------------------------------------------- |
| Нідерландська | Діалект Орсмааль-Гуссенховен | up            | [ʊp͡ɸ]         | 'на'       | Можливий алофон /p/ перед зупинкою.                                              |
| Англійська    | Кокні                        | up            | [ˈɐʔp͡ɸ]       | 'вгору'    | Алофон /p/, переважно наприкінці слова.                                          |
| Англійська    | Літературна вимова           | up            | [ˈɐʔp͡ɸ]       | 'вгору'    | Рідко є алофоном /p/.                                                            |
| Англійська    | Північний Уельс              | up            | [ˈəp͡ɸ]        | 'вгору'    | Алофон /p/ на початку й наприкінці слова; взаємозамінне з дуже аспірованим [pʰ]. |
| Англійська    | Порт-Толбот                  | up            | [ˈəp͡ɸ]        | 'вгору'    | Алофон /p/. Взаємозамінний з [pʰʰ].                                              |
| Англійська    | Скауз                        | up            | [ˈʊp͡ɸ]        | 'вгору'    | Можливий алофон /p/ на початку складу й наприкінці слова.                        |
| Німецька      | Деякі носії                  | tropfen       | [ˈtʁ̥ɔp͡ɸn̩]     | 'роняти'   | Алофон /p͡f/.                                                                     |
| Каїнганг      | Каїнганг                     | fy            | [ˈp͡ɸɤ]        | 'насінина' | Можливий алофон /ɸ/ на початку слова.                                            |
| Північна Тіва | Діалект Таос                 | [ˌp͡ɸìˑˈwɛ̈̄ːnǣ] | [ˌp͡ɸìˑˈwɛ̈̄ːnǣ] | 'донька'   | Алофон /pʰ/, взаємозамінний з [ph] та [ɸ].                                       |